# Рюдіґер Гас
Рюдіґер Гас (нім. Rüdiger Haas; нар. 15 грудня 1969) — колишній німецький тенісист.
Найвищу одиночну позицію світового рейтингу — 321 місце досяг 2 березня 1992, парну — 138 місце — 2 жовтня 1989 року.
Здобув 2 парні титули.

## Фінали Гран-прі за кар'єру

### Парний розряд: 2 (2–0)
| Результат | В-П | Дата     | Турнір                                | Покриття | Партнер          | Суперники                      | Рахунок       |
| --------- | --- | -------- | ------------------------------------- | -------- | ---------------- | ------------------------------ | ------------- |
| Перемога  | 1–0 | Жов 1988 | Франкфурт-на-Майні, Західна Німеччина | Килим    | Горан Іванишевич | Джеремі Бейтс Том Нейссен      | 1–6, 7–5, 6–3 |
| Перемога  | 2–0 | Жов 1989 | Палермо, Італія                       | Ґрунт    | Петер Баллауфф   | Горан Іванишевич Дієго Наргісо | 6–2, 6–7, 6–4 |

## Титули на челленджерах

### Парний розряд: (1)
| Результат | Ранг | Дата | Турнір          | Покриття | Партнер       | Суперники                    | Рахунок  |
| --------- | ---- | ---- | --------------- | -------- | ------------- | ---------------------------- | -------- |
| Перемога  | 1.   | 1992 | Фюрт, Німеччина | Ґрунт    | Удо Ріглевскі | Браян Джолсон Бертран Мадсен | 6–1, 6–3 |